# Верхівський парк
Верхі́вський парк — парк-пам'ятка садово-паркового мистецтва загальнодержавного значення. Розташований у селі Верхівка Гайсинського району Вінницької області на території колишньої  Верхівської сільської ради.

## Історія
Поміщик Собанський здійснював побудову палацу у 1861—1894 роках. Будівництво проводилось згідно з планом архітектора Косаревського. Закладення парку відбулось одночасно з будівництвом архітектурної споруди. Для закладення парку була відведена територія, що сягала 21 гектар та були звезені дорослі дерева з різних міст України та Західної Європи. Після 1905 року комітет незаможного селянства, який очолював Олександр Копачинський, наділив селян землею, якою раніше володіли поміщики. Комітету підпорядковувалась паркова територія та палац. В 21 столітті в будівлі палацу розташований Верхівський сільськогосподарський технікум.

## Опис

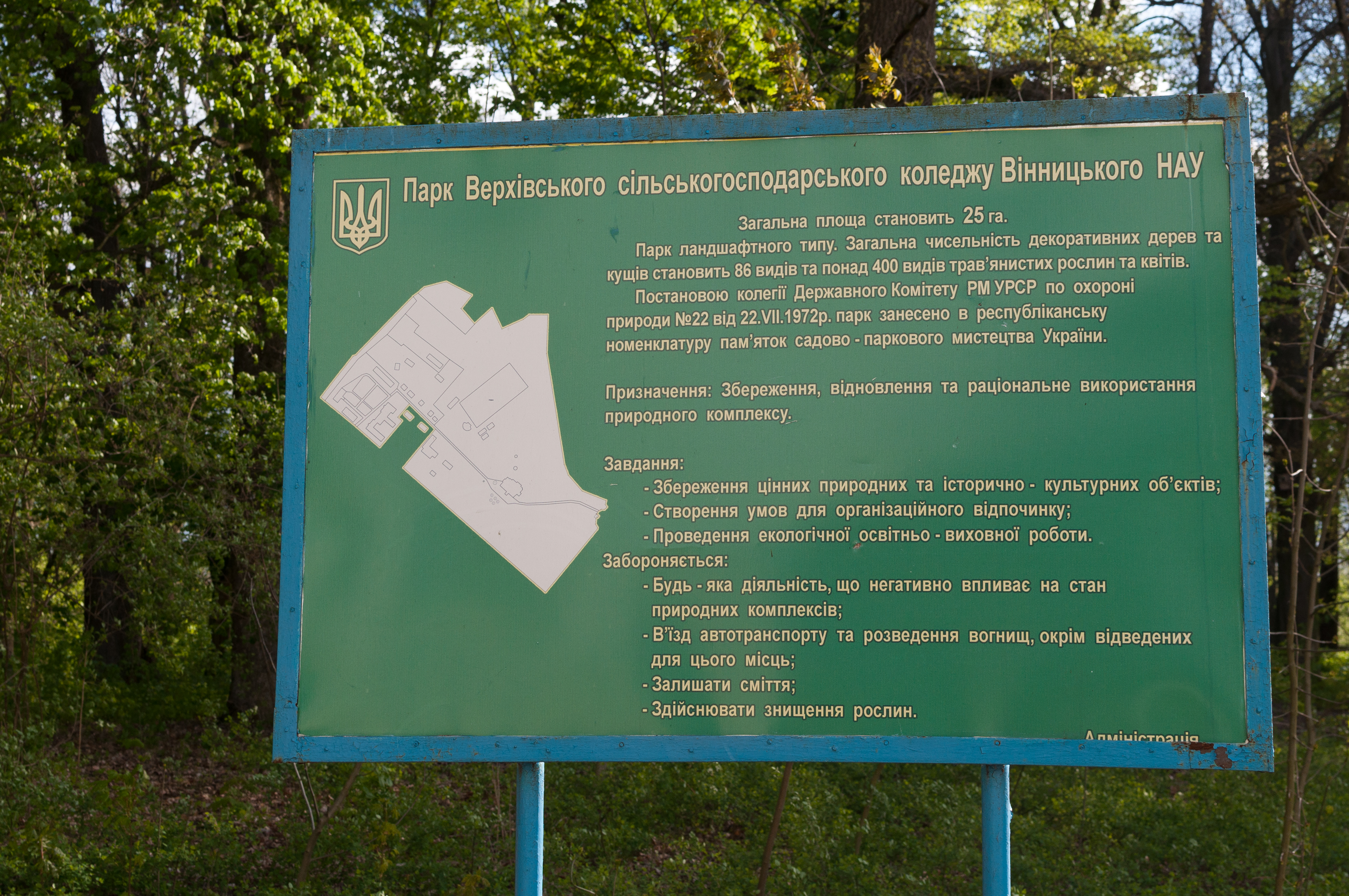
Інформаційний стенд

Природоохоронна територія розташовується у Кодимо-Савранському геоботанічному районі лісу. Парк належить до природоохоронних об'єктів ландшафтного типу. При його закладені увага була приділена концепції розміщення рослин вздовж головної алеї парку, що має криволінійну форму. Станом на 21 століття територія парку була збільшена і становить 25 гектарів. Декілька гектарів парку були досаджені працівниками технікуму.

## Галерея

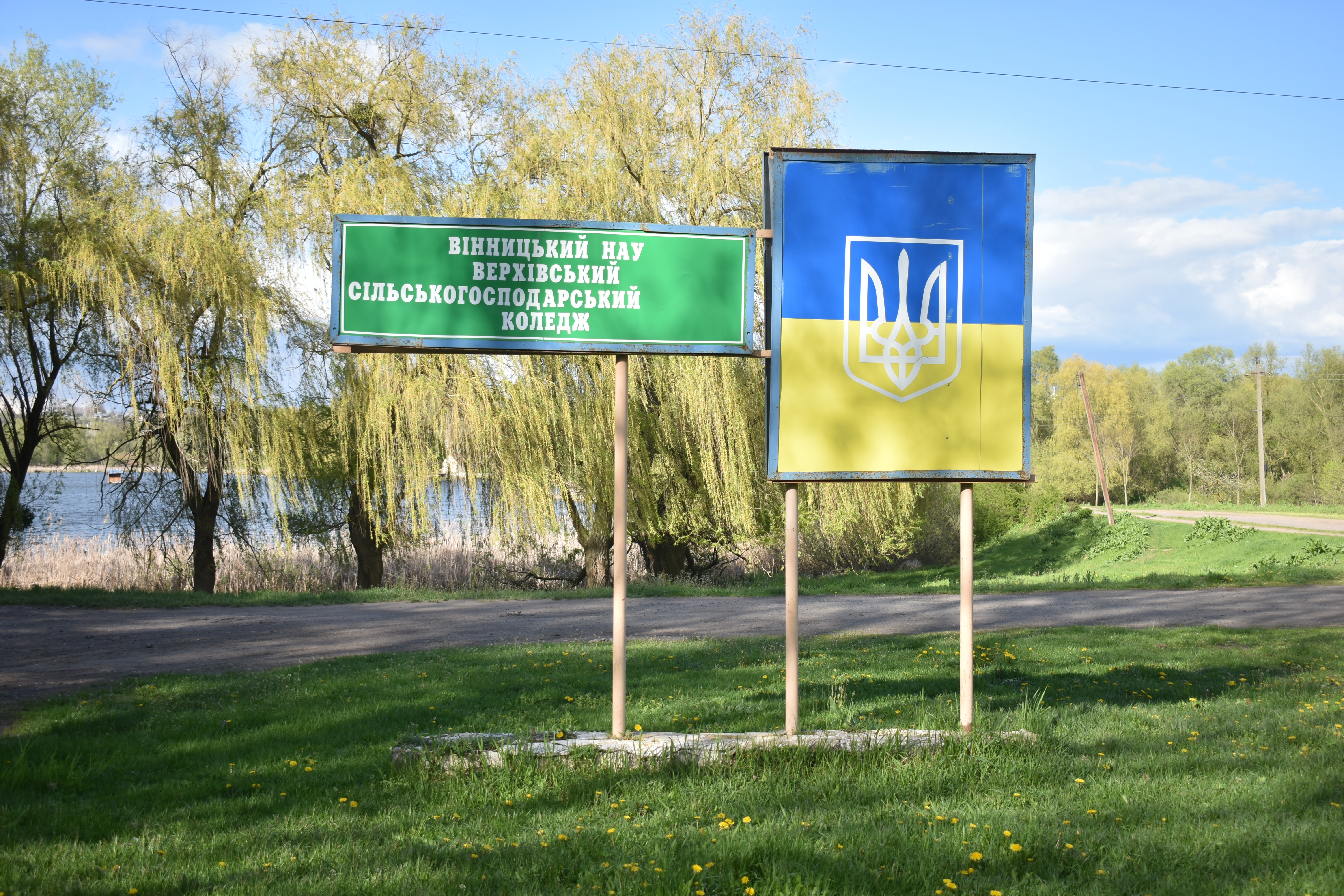
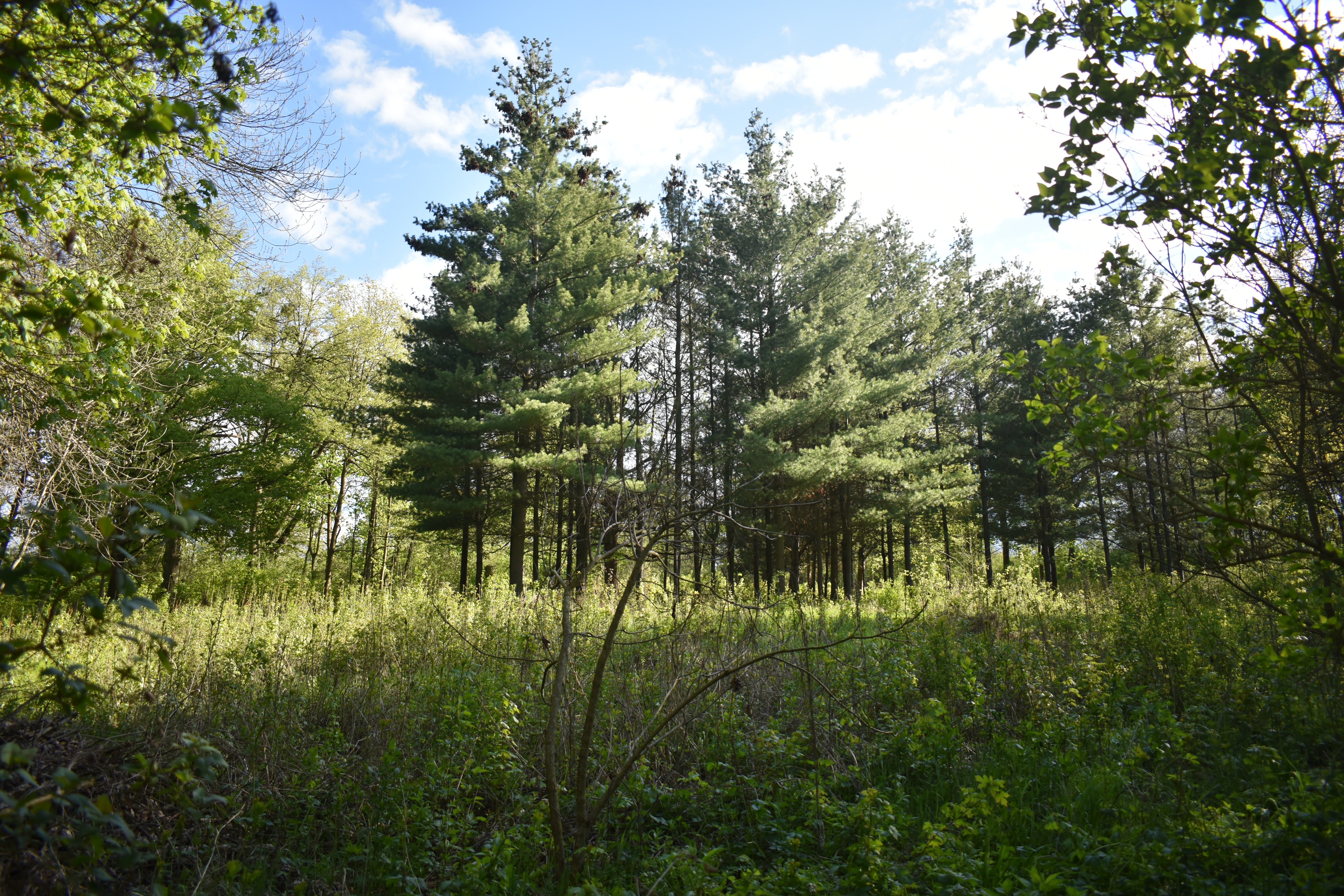
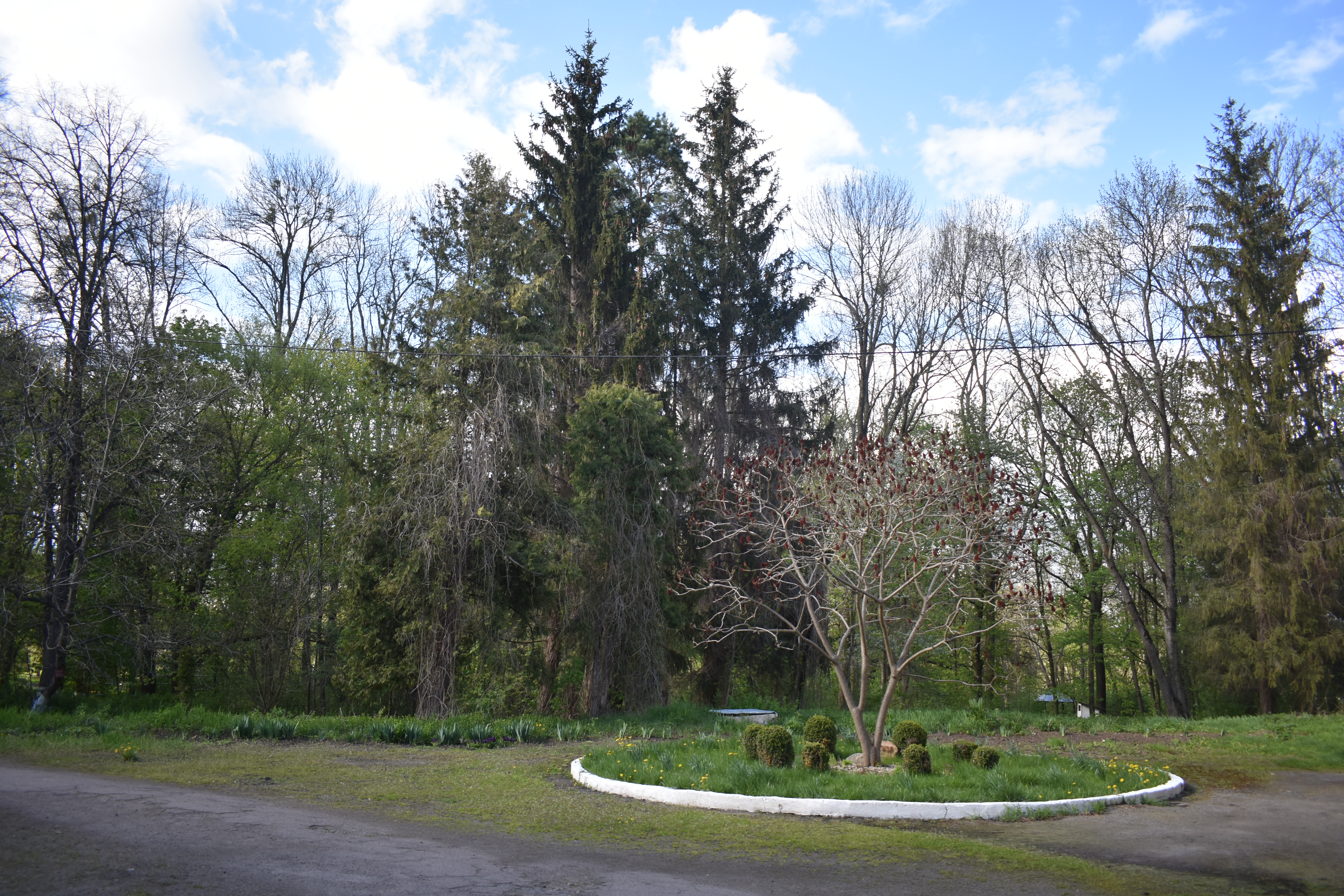
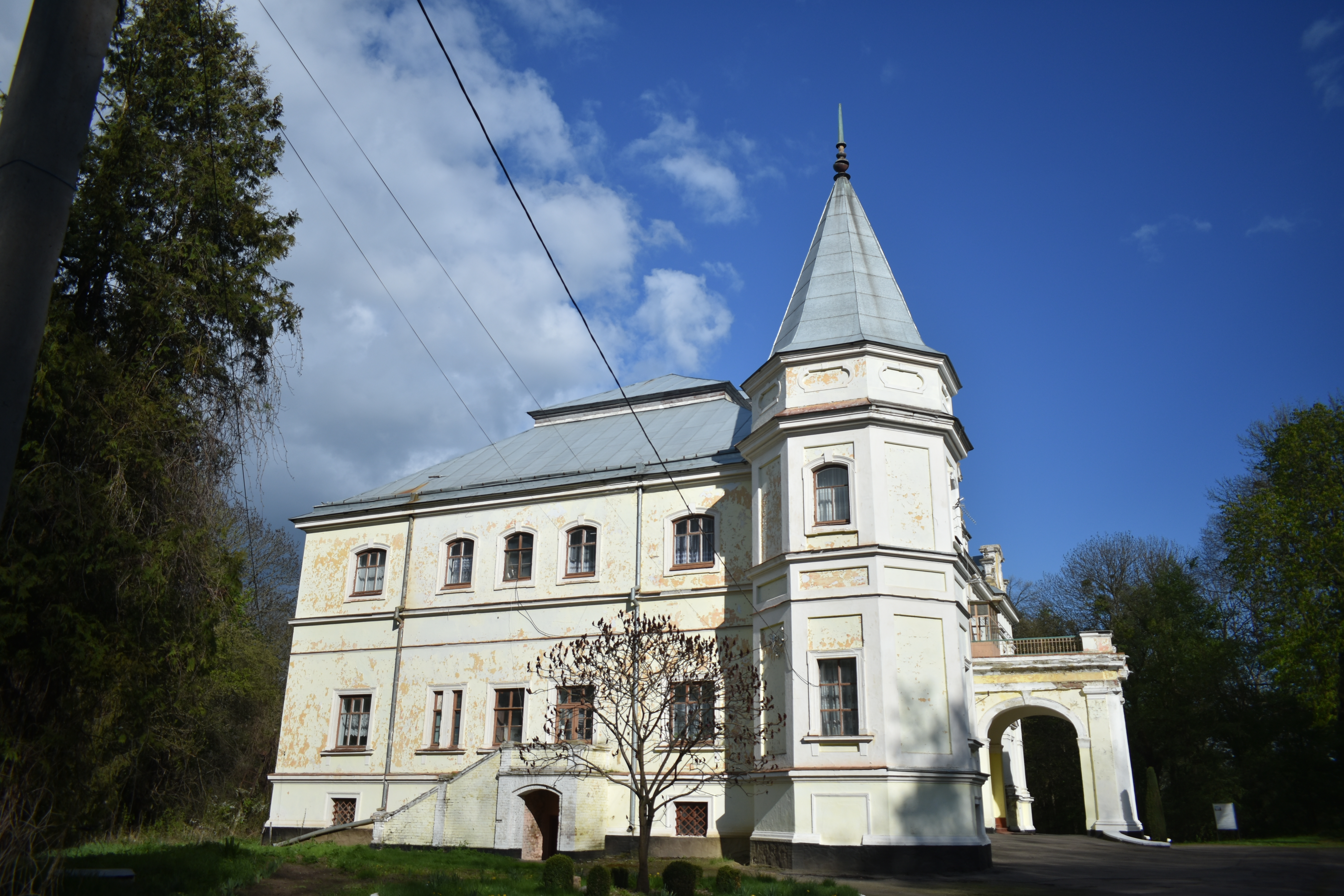

## Рослинність

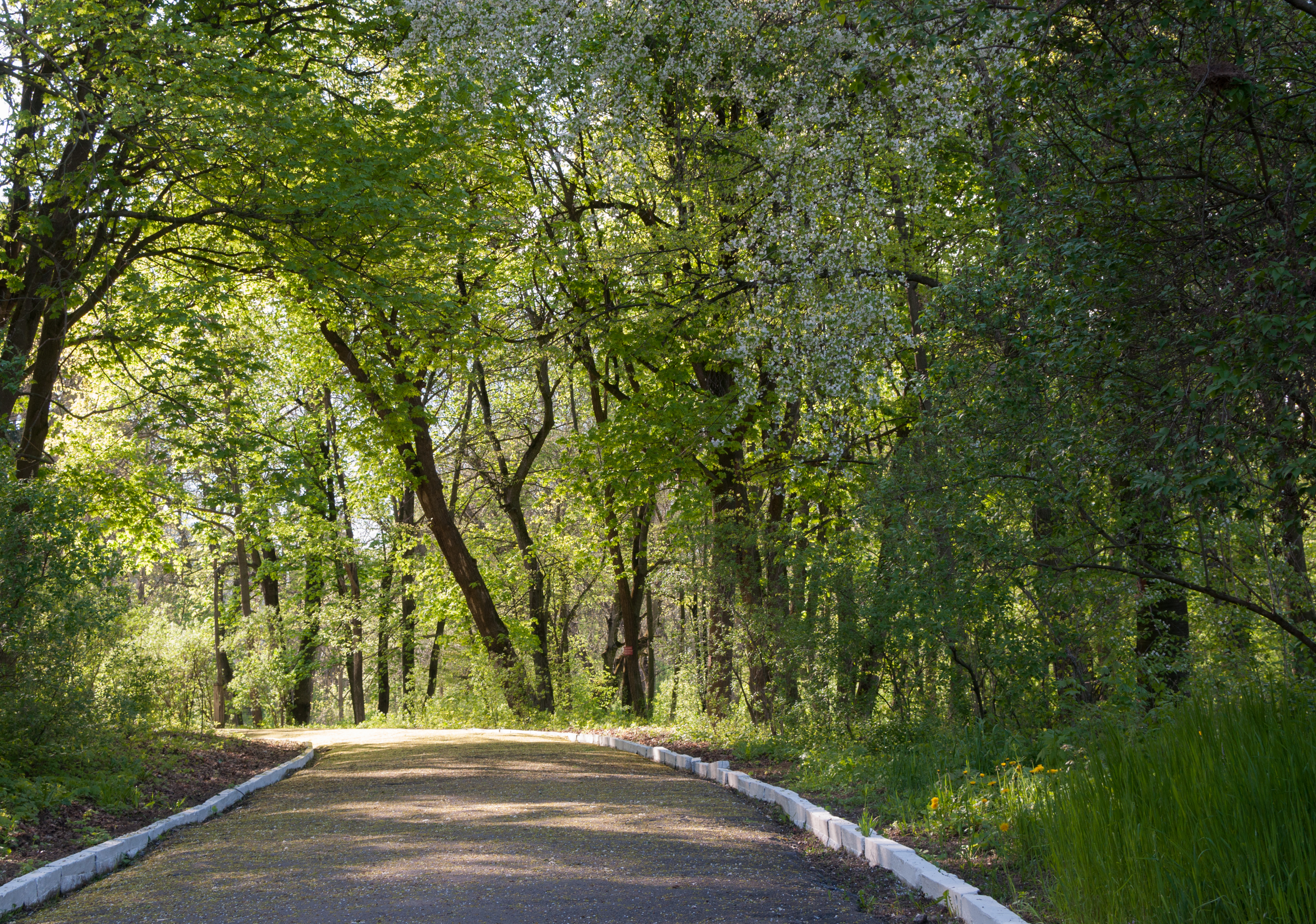
Верхівка, парк

Чисельність кущів та декоративних дерев становить 86 видів. Зростають квіти, налічується 400 видів трав'янистих рослин. Серед рідкісних рослин, на території парку зростають дуб кошенільний, бук лісовий, туя західна, тамариск стрункий, катальпа біонієвидна, сосна веймутова, клен червоний, яловець сланний, клен сріблястий, явір, дуб червоний, береза звичайна, горіх сірий, горобина широколиста, горобина звичайна, морена європейська. Зростають дерева, яким вже понад сто років. 17,9 гектарів території парку є озелененими ділянками. З яких 8,7 гектарів чи 48,6 % становлять насадження ясена звичайного, 4,75 гектара або 26,5 % території відведено під галявини та луки, на 2,1 гектарах території (11,7 % від загальної площі) не переважає жоден вид. Алейні та рядові посадки розташовані на 1,75 гектарах або на 9,8 % території. 0,5 гектара займає плодовий сад. На 0,1 гектарі території є насадження липи. Плодовий сад та липова алея займають 2,8 і 0,6 % від усієї території відповідно. У парку представлений дуб звичайний, дуб скельний та південний варіант лучних степів. Діаметр одного дерева дуба черешчатого становить 120 сантиметрів. Діаметр ясена звичайного — 146 сантиметрів. В процесі створення та закладення парку використовувалась природа рослинність. В 21 століття у парку відсутні ділянки, на яких би переважав дуб черешчатий. А насадження ясена звичайного займають 50 % території.